# Guaglione (film)
Guaglione è un film del 1956, diretto da Giorgio Simonelli ed ispirato al brano omonimo scritto da Nisa e musicato da Giuseppe Fanciulli.

## Trama
Napoli. Un ragazzo all'ultimo anno di liceo si innamora di una donna matura che lavora nelle riviste teatrali. Per lei trascura la scuola, illudendosi di esser il suo unico amore. Nel tentativo di sedurla, arriva addirittura a rubare nell'ufficio del padre. La situazione si risolve grazie alla madre e ad una compagna di scuola innamorata di lui.

## Produzione
La pellicola, di carattere musicale, rientra nel filone dei melodrammi sentimentali, comunemente detto strappalacrime, molto in voga in quegli anni tra il pubblico italiano (in seguito ribattezzato dalla critica con il termine neorealismo d'appendice).
Vede come protagonista maschile un giovane Mario Girotti, che qualche anno dopo diverrà celebre con lo pseudonimo Terence Hill.

## Distribuzione
Il film venne distribuito nel circuito cinematografico italiano il 15 dicembre del 1956.
Venne in seguito distribuito anche in Francia, il 19 marzo del 1958 con il titolo Bambino.

## Accoglienza
Poco apprezzato dalla critica cinematografica coeva, come quasi tutti i film del filone strappalacrime, il film venne largamente premiato dal pubblico, risultando il 15° miglior incasso al botteghino italiano della stagione cinematografica 1956-1957.

## Colonna sonora
La colonna sonora del film comprende anche le seguenti canzoni:
- E uno... e due... e tre... di Armando Gill;
- Desiderio di Salvatore Mazzocco e Arturo Trusiano, cantate da Mario Abbate;
- Cha... cha... cha... napulitano di De Angelis ed Ettore De Mura, cantata da Nicla Di Bruno;
- Piccerella di Eduardo Falcocchio e Peppino Mendes;
- Quanno tramonta 'o sole di Ferdinando Russo e Salvatore Gambardella;
- Scapricciatiello di Pacifico Vento e Ferdinando Albano;
- 'O paese d' 'o sole di Vincenzo D'Annibale e Libero Bovio;
- Ah l'ammore che fa fà di Ernesto De Curtis ed Ernesto Murolo;
- I' te vurria vasà di Vincenzo Russo, Eduardo Di Capua e Alfredo Mazzucchi;
- Guaglione di Nisa e Giuseppe Fanciulli, cantate da Claudio Villa.

## Opere correlate
A seguito del successo del film venne realizzato un sequel, Non sono più guaglione, diretto da Domenico Paolella ed uscito nel 1958, con protagonisti differenti, che però non ottenne lo stesso riscontro di pubblico.